# Liste der Gemeinden im Landkreis Unterallgäu

Karte des Landkreises Unterallgäu

Die Liste der Gemeinden im Landkreis Unterallgäu gibt einen Überblick über die 52 kleinsten Verwaltungseinheiten des Landkreises. Er besteht aus 52 Gemeinden, von denen zwei Kleinstädte sind, die Kreisstadt Mindelheim  und Bad Wörishofen. In seiner jetzigen Form bildete sich der Landkreis nach der bayerischen Gebietsreform im Jahr 1972 aus dem Landkreis Mindelheim, dem Großteil des Landkreises Memmingen, Teilen des Landkreises Illertissen, zwei Gemeinden des Landkreises Krumbach und einer Gemeinde des Landkreises Kaufbeuren. Die heutige Gemeindegliederung war im Jahr 1979 abgeschlossen. Bei den Gemeinden ist vermerkt, zu welchem Landkreis der Hauptort der Gemeinde vor der Gebietsreform gehörte. Bei den Teilorten der Gemeinden ist das Jahr vermerkt, in dem diese der Gemeinde beitraten. Bei den Teilorten, die vor der Gebietsreform zu einem anderen Landkreis gehörten als der Hauptort der heutigen Gemeinde, ist auch dieses vermerkt.

## Beschreibung
Weiter gegliedert werden kann der Landkreis in elf Verwaltungsgemeinschaften (VG):
- VG Babenhausen mit dem Markt Babenhausen und den Gemeinden Egg an der Günz, Kettershausen, Kirchhaslach, Oberschönegg und Winterrieden;
- VG Bad Grönenbach mit dem Markt Bad Grönenbach und den Gemeinden Wolfertschwenden und Woringen;
- VG Boos mit den Gemeinden Boos, Fellheim, Heimertingen, Niederrieden und Pleß;
- VG Dirlewang mit dem Markt Dirlewang und den Gemeinden Apfeltrach, Stetten und Unteregg;
- VG Erkheim mit dem Markt Erkheim und den Gemeinden Kammlach, Lauben und Westerheim;
- VG Illerwinkel mit dem Markt Legau und den Gemeinden Kronburg und Lautrach;
- VG Kirchheim in Schwaben mit dem Markt Kirchheim in Schwaben und der Gemeinde Eppishausen;
- VG Memmingerberg mit den Gemeinden Memmingerberg, Benningen, Holzgünz, Lachen, Trunkelsberg und Ungerhausen;
- VG Ottobeuren mit dem Markt Ottobeuren und den Gemeinden Böhen und Hawangen;
- VG Pfaffenhausen mit dem Markt Pfaffenhausen und den Gemeinden Breitenbrunn, Oberrieden und Salgen;
- VG Türkheim mit dem Markt Türkheim und den Gemeinden Amberg, Rammingen und Wiedergeltingen;

Die Städte Mindelheim und Bad Wörishofen sind wie die Märkte Markt Rettenbach, Markt Wald und Tussenhausen und die Gemeinden Buxheim, Ettringen und Sontheim nicht Mitglied einer Verwaltungsgemeinschaft.
Der Landkreis hat eine Gesamtfläche von 1230,24 km2. Die größte Fläche innerhalb des Landkreises besitzt die Stadt Bad Wörishofen mit 57,80 km2. Es folgen die Stadt Mindelheim mit 56,44 km2 und die Märkte Ottobeuren mit 55,85 km2 und Markt Rettenbach mit 51,45 km2. Vier Gemeinden haben eine Fläche die größer ist als 40 km2, sechs sind größer als 30 km2 und vierzehn Gemeinden sind über 20 km2 groß. 18 Gemeinden erreichen eine Fläche von über 10 km2, welche dagegen von sechs Gemeinden nicht überschritten wird. Die kleinsten Flächen haben die Gemeinden Memmingerberg mit 6,09 km2, Fellheim mit 5,08 km2 und Trunkelsberg mit 1,90 km2. Die Fläche der Gemeindefreien Gebiete, die im Landkreis liegen, beträgt 3,26 km2.
Den größten Anteil an der Bevölkerung des Landkreises von 151.838 Einwohnern hat die Kreisstadt Mindelheim mit 16.226 Einwohnern, gefolgt von der Stadt Bad Wörishofen mit 17.683 und dem Markt Ottobeuren mit 8767. Eine Gemeinde hat eine Bevölkerung von über 6.000 Einwohnern, zwei weitere haben über 5.000. Mit über 3.000 Bewohnern gibt es vier, mit über 2.000 gibt es elf und mit über 1.000 gibt es im Landkreis 26 Gemeinden. Die fünf von der Einwohnerzahl her kleinsten Gemeinden haben unter 1.000 Einwohner. Die drei kleinsten sind Winterrieden mit 979, Pleß mit 923 und Böhen mit 790 Einwohnern.
Der gesamte Landkreis Unterallgäu hat eine Bevölkerungsdichte von 123 Einwohnern pro km2. Die größte Bevölkerungsdichte innerhalb des Kreises hat die flächenmäßig kleinste Gemeinde – Trunkelsberg – mit 933 Einwohnern pro km2 gefolgt von den Gemeinden Memmingerberg mit 528 und Buxheim mit 318. Vier weitere Gemeinden haben ebenfalls eine Bevölkerungsdichte von über 200 Einwohnern pro km2, darunter die beiden Städte des Landkreises, Mindelheim und Bad Wörishofen. Vierzehn Gemeinden haben über 100 Einwohner pro km2, davon liegen elf über dem Landkreisdurchschnitt von 123 Einwohnern pro km2. Die restlichen 31 Gemeinden haben eine Bevölkerungsdichte unter 100 Einwohner pro km2. Die am dünnsten besiedelten Gemeinden sind Eppishausen mit 50, Kirchhaslach mit 42 und Böhen  mit 38 Einwohnern pro km2.

## Legende
- Gemeinde: Name der Gemeinde beziehungsweise Stadt und Angabe, zu welchem Landkreis der namensgebende Ort der Gemeinde vor der Gebietsreform gehörte
- Teilorte: Aufgezählt werden die ehemals selbständigen Gemeinden der Verwaltungseinheit. Dazu ist – wenn bekannt – das Jahr der Eingemeindung angegeben. Bei den Teilorten, die vor der Gebietsreform zu einem anderen Landkreis gehörten als der Hauptort der heutigen Gemeinde, ist auch dieses vermerkt[1]
- VG: Zeigt die Zugehörigkeit zu einer der elf Verwaltungsgemeinschaften
- Wappen: Wappen der Gemeinde beziehungsweise Stadt
- Karte: Zeigt die Lage der Gemeinde beziehungsweise Stadt im Landkreis
- Fläche: Fläche der Stadt beziehungsweise Gemeinde, angegeben in Quadratkilometer
- Einwohner: Zahl der Menschen die in der Gemeinde beziehungsweise Stadt leben (Stand: 31. Dezember 2023[2])
- EW-Dichte: Angegeben ist die Einwohnerdichte, gerechnet auf die Fläche der Verwaltungseinheit, angegeben in Einwohner pro km2 (Stand: 31. Dezember 2023[3])
- Höhe: Höhe der namensgebenden Ortschaft beziehungsweise Stadt in Meter über Normalnull[4]
- Bild: Bild aus der jeweiligen Gemeinde beziehungsweise Stadt

## Gemeinden
| Gemeinde                                                                             | Teilorte | VG                       | Wappen                                   | Karte                                                           | Fläche   | Einwohner | EW- Dichte | Höhe | Bild |
| ------------------------------------------------------------------------------------ | --- | ------------------------ | ---------------------------------------- | --------------------------------------------------------------- | -------- | --------- | ---------- | ---- | --- |
| Landkreis Unterallgäu                                                                | |                          | Wappen des Landkreises Unterallgäu       | Der Landkreis Unterallgäu                                       | 1.230,24 | 151,838   | 123        |      | Der Landkreis Unterallgäu ist mit einem Tierbestand von 70.000 Kühen der milchstärkste Landkreis der Bundesrepublik Deutschland – im Bild: das für die Gegend einst typische Allgäuer Braunvieh, das heute eine bedrohte Haustierrasse ist |
| Amberg (gehörte vor der Gebietsreform zum Landkreis Mindelheim)                      | Amberg | VG Türkheim              | Wappen der Gemeinde Amberg               | Lage der Gemeinde Amberg im Landkreis Unterallgäu               | 10,95    | 1.469     | 134        | 610  | Amberg von Osten |
| Apfeltrach (gehörte vor der Gebietsreform zum Landkreis Mindelheim)                  | Apfeltrach Köngetried (1978) Saulengrain (1978) | VG Dirlewang             | Wappen der Gemeinde Apfeltrach           | Lage der Gemeinde Apfeltrach im Landkreis Unterallgäu           | 15,03    | 997       | 66         | 622  | Apfeltrach – St. Leonhard |
| Markt Babenhausen (gehörte vor der Gebietsreform zum Landkreis Illertissen)          | Babenhausen Klosterbeuren (1978) | VG Babenhausen           | Wappen des Marktes Babenhausen           | Lage des Marktes Babenhausen im Landkreis Unterallgäu           | 27,23    | 5.916     | 217        | 562  | Kirche St. Andreas mit Fuggerschloss |
| Markt Bad Grönenbach (gehörte vor der Gebietsreform zum Landkreis Memmingen)         | Bad Grönenbach Zell (1972) | VG Bad Grönenbach        | Wappen des Marktes Bad Grönenbach        | Lage des Marktes Bad Grönenbach im Landkreis Unterallgäu        | 42,03    | 5.853     | 139        | 716  | Bad Grönenbach – Rathaus |
| Stadt Bad Wörishofen (gehörte vor der Gebietsreform zum Landkreis Mindelheim)        | Bad Wörishofen Dorschhausen (1978) Kirchdorf (1977) Schlingen (1972; gehörte vor Gebietsreform zum Landkreis Kaufbeuren) Stockheim (1978) |                          | Wappen der Stadt Bad Wörishofen          | Lage der Stadt Bad Wörishofen im Landkreis Unterallgäu          | 57,80    | 17,683    | 306        | 631  | Kneippdenkmal in Bad Wörishofen |
| Benningen (gehörte vor der Gebietsreform zum Landkreis Memmingen)                    | Benningen | VG Memmingerberg         | Wappen der Gemeinde Benningen            | Lage der Gemeinde Benningen im Landkreis Unterallgäu            | 11,17    | 2.208     | 198        | 606  | Purpur-Grasnelke – eine endemische Pflanzenart, die ihren weltweit einzigen Standort im NSG Benninger Ried hat |
| Böhen (gehörte vor der Gebietsreform zum Landkreis Memmingen)                        | Böhen | VG Ottobeuren            | Wappen der Gemeinde Böhen                | Lage der Gemeinde Böhen im Landkreis Unterallgäu                | 20,53    | 790       | 38         | 784  | Böhen |
| Boos (gehörte vor der Gebietsreform zum Landkreis Memmingen)                         | Boos Reichau (1975; gehörte vor Gebietsreform zum Landkreis Illertissen) | VG Boos                  | Wappen der Gemeinde Boos                 | Lage der Gemeinde Boos im Landkreis Unterallgäu                 | 17,66    | 2.305     | 131        | 573  | Boos – Kirche St. Martin |
| Breitenbrunn (gehörte vor der Gebietsreform zum Landkreis Mindelheim)                | Breitenbrunn Bedernau (1978) Loppenhausen (1978) | VG Pfaffenhausen         | Wappen der Gemeinde Breitenbrunn         | Lage der Gemeinde Breitenbrunn im Landkreis Unterallgäu         | 41,92    | 2.365     | 56         | 554  | Denkmal Erdölfeld Arlesried |
| Buxheim (gehörte vor der Gebietsreform zum Landkreis Memmingen)                      | Buxheim |                          | Wappen der Gemeinde Buxheim              | Lage der Gemeinde Buxheim im Landkreis Unterallgäu              | 10,25    | 3.261     | 318        | 589  | Reichskarthause Buxheim – Garten einer Zelle |
| Markt Dirlewang (gehörte vor der Gebietsreform zum Landkreis Mindelheim)             | Dirlewang Altensteig (1972) Helchenried (1972) | VG Dirlewang             | Wappen des Marktes Dirlewang             | Lage des Marktes Dirlewang im Landkreis Unterallgäu             | 23,30    | 2.316     | 99         | 632  | Dirlewang Dorfmitte |
| Egg an der Günz (gehörte vor der Gebietsreform zum Landkreis Memmingen)              | Egg an der Günz Engishausen (1976; gehörte vor Gebietsreform zum Landkreis Illertissen) Inneberg (1973; gehörte vor Gebietsreform zum Landkreis Illertissen)                                                                                           | VG Babenhausen           | Wappen der Gemeinde Egg an der Günz      | Lage der Gemeinde Egg an der Günz im Landkreis Unterallgäu      | 20,65    | 1.268     | 61         | 580  | Erinnerungsstein an Johannes Eck |
| Eppishausen (gehörte vor der Gebietsreform zum Landkreis Mindelheim)                 | Eppishausen Haselbach (1978) Könghausen (1972) Mörgen (1978) | VG Kirchheim in Schwaben | Wappen der Gemeinde Eppishausen          | Lage der Gemeinde Eppishausen im Landkreis Unterallgäu          | 39,50    | 1.980     | 50         | 560  | Buchkapelle |
| Markt Erkheim (gehörte vor der Gebietsreform zum Landkreis Memmingen)                | Erkheim Arlesried (1978) Daxberg (1978) Schlegelsberg (1972) | VG Erkheim               | Wappen des Marktes Erkheim               | Lage des Marktes Erkheim im Landkreis Unterallgäu               | 32,18    | 3.267     | 102        | 598  | Holzkopf Erkheim |
| Ettringen (gehörte vor der Gebietsreform zum Landkreis Mindelheim)                   | Ettringen Siebnach (1978) Traunried (1978) |                          | Wappen der Gemeinde Ettringen            | Lage der Gemeinde Ettringen im Landkreis Unterallgäu            | 41,5     | 3.565     | 86         | 582  | Ettringen Kirche |
| Fellheim (gehörte vor der Gebietsreform zum Landkreis Memmingen)                     | Fellheim | VG Boos                  | Wappen der Gemeinde Fellheim             | Lage der Gemeinde Fellheim im Landkreis Unterallgäu             | 5,08     | 1.154     | 227        | 568  | Fellheim Kirche |
| Hawangen (gehörte vor der Gebietsreform zum Landkreis Memmingen)                     | Hawangen | VG Ottobeuren            | Wappen der Gemeinde Hawangen             | Lage der Gemeinde Hawangen im Landkreis Unterallgäu             | 14,50    | 1.304     | 90         | 637  | Hawangen von Osten |
| Heimertingen (gehörte vor der Gebietsreform zum Landkreis Memmingen)                 | Heimertingen | VG Boos                  | Wappen der Gemeinde Heimertingen         | Lage der Gemeinde Heimertingen im Landkreis Unterallgäu         | 13,88    | 1.902     | 137        | 578  | Heimertingen – St. Martin |
| Holzgünz (gehörte vor der Gebietsreform zum Landkreis Memmingen)                     | Holzgünz Schwaighausen (1978) | VG Memmingerberg         | Wappen der Gemeinde Holzgünz             | Lage der Gemeinde Holzgünz im Landkreis Unterallgäu             | 12,10    | 1.457     | 120        | 602  | Holzgünz von Süden |
| Kammlach (Gemeindegebiet gehörte vor der Gebietsreform zum Landkreis Mindelheim)     | Oberkammlach Unterkammlach (1978) | VG Erkheim               | Wappen der Gemeinde Kammlach             | Lage der Gemeinde Kammlach im Landkreis Unterallgäu             | 26,73    | 1.902     | 71         | 605  | Pfarrkirche Mariä Himmelfahrt Oberkammlach mit Reichsbrücke |
| Kettershausen (gehörte vor der Gebietsreform zum Landkreis Illertissen)              | Kettershausen Bebenhausen (1978) Mohrenhausen (1972) Tafertshofen (1972) Zaiertshofen (1972) | VG Babenhausen           | Wappen der Gemeinde Kettershausen        | Lage der Gemeinde Kettershausen im Landkreis Unterallgäu        | 26,73    | 1.869     | 70         | 545  | Kettershausen – Pfarrkirche St. Michael |
| Kirchhaslach (gehörte vor der Gebietsreform zum Landkreis Illertissen)               | Kirchhaslach Greimeltshofen (1978) Herretshofen (1972) Olgishofen (1978) | VG Babenhausen           | Wappen der Gemeinde Kirchhaslach         | Lage der Gemeinde Kirchhaslach im Landkreis Unterallgäu         | 32,04    | 1.349     | 42         | 553  | Kirchhaslach – Pfarrkirche Mariä Himmelfahrt |
| Markt Kirchheim in Schwaben (gehörte vor der Gebietsreform zum Landkreis Mindelheim) | Kirchheim in Schwaben Derndorf (1978) Hasberg (1978; gehörte vor Gebietsreform zum Landkreis Krumbach) Spöck (1978) Tiefenried (1978; gehörte vor Gebietsreform zum Landkreis Krumbach)                                                                | VG Kirchheim in Schwaben | Wappen des Marktes Kirchheim in Schwaben | Lage des Marktes Kirchheim in Schwaben im Landkreis Unterallgäu | 31,95    | 2.724     | 85         | 581  | Fuggerschloss Kirchheim/Schwaben · Zedernsaal im Fuggerschloss Kirchheim/Schwaben |
| Kronburg (gehörte vor der Gebietsreform zum Landkreis Memmingen)                     | Kronburg Kardorf (1977) | VG Illerwinkel           | Wappen der Gemeinde Kronburg             | Lage der Gemeinde Kronburg im Landkreis Unterallgäu             | 20,19    | 1.805     | 89         | 693  | im Schwäbischen Bauernhofmuseum Illerbeuren |
| Lachen (gehörte vor der Gebietsreform zum Landkreis Memmingen)                       | Lachen | VG Memmingerberg         | Wappen der Gemeinde Lachen               | Lage der Gemeinde Lachen im Landkreis Unterallgäu               | 13,34    | 1.729     | 130        | 650  | Pfarrhaus in Herbishofen |
| Lauben (gehörte vor der Gebietsreform zum Landkreis Memmingen)                       | Lauben Frickenhausen (1978) | VG Erkheim               | Wappen der Gemeinde Lauben               | Lage der Gemeinde Lauben im Landkreis Unterallgäu               | 18,83    | 1.411     | 77         | 595  | Schloß Frickenhausen |
| Lautrach (gehörte vor der Gebietsreform zum Landkreis Memmingen)                     | Lautrach | VG Illerwinkel           | Wappen der Gemeinde Lautrach             | Lage der Gemeinde Lautrach im Landkreis Unterallgäu             | 8,07     | 1.260     | 156        | 630  | Schloss Lautrach |
| Markt Legau (gehörte vor der Gebietsreform zum Landkreis Memmingen)                  | Legau Maria Steinbach (1977) | VG Illerwinkel           | Wappen des Marktes Legau                 | Lage des Marktes Legau im Landkreis Unterallgäu                 | 36,35    | 3.389     | 93         | 668  | Illerkraftwerk Maria Steinbach |
| Markt Rettenbach (Markt) (gehörte vor der Gebietsreform zum Landkreis Memmingen)     | Markt Rettenbach Engetried (1978) Eutenhausen (1978; gehörte vor Gebietsreform zum Landkreis Mindelheim) Frechenrieden (1978) Gottenau (1978) Lannenberg (1972) Mussenhausen (1978; gehörte vor Gebietsreform zum Landkreis Mindelheim) Wineden (1972) |                          | Wappen von Markt Rettenbach              | Lage von Markt Rettenbach im Landkreis Unterallgäu              | 51,45    | 4.013     | 78         | 679  | Markt Rettenbach – Pfarrkirche St. Jakob |
| Markt Wald (Markt) (gehörte vor der Gebietsreform zum Landkreis Mindelheim)          | Markt Wald Anhofen (1978) Immelstetten (1978) Oberneufnach (1978) |                          | Wappen von Markt Wald                    | Lage von Markt Wald im Landkreis Unterallgäu                    | 30,82    | 2.257     | 73         | 634  | Schnerzhofen Kapelle |
| Memmingerberg (gehörte vor der Gebietsreform zum Landkreis Memmingen)                | Memmingerberg | VG Memmingerberg         | Wappen der Gemeinde Memmingerberg        | Lage der Gemeinde Memmingerberg im Landkreis Unterallgäu        | 6,09     | 3.214     | 528        | 603  | Memminger Ach |
| Kreisstadt Mindelheim (gehörte vor der Gebietsreform zum Landkreis Mindelheim)       | Mindelheim Gernstall (1971) Heimenegg (1965) Mindelau (1976) Nassenbeuren (1978) Oberauerbach (1978) Unterauerbach (1976) Westernach (1976) |                          | Wappen der Stadt Mindelheim              | Lage der Stadt Mindelheim im Landkreis Unterallgäu              | 56,44    | 16,226    | 287        | 603  | Turm der Mindelburg |
| Niederrieden (gehörte vor der Gebietsreform zum Landkreis Memmingen)                 | Niederrieden | VG Boos                  | Wappen der Gemeinde Niederrieden         | Lage der Gemeinde Niederrieden im Landkreis Unterallgäu         | 13,90    | 1.585     | 114        | 533  | Niederrieden |
| Oberrieden (gehörte vor der Gebietsreform zum Landkreis Mindelheim)                  | Oberrieden Unterrieden (1978) | VG Pfaffenhausen         | Wappen der Gemeinde Oberrieden           | Lage der Gemeinde Oberrieden im Landkreis Unterallgäu           | 20,82    | 1.252     | 60         | 578  | Oberrieden |
| Oberschönegg (gehörte vor der Gebietsreform zum Landkreis Illertissen)               | Oberschönegg Dietershofen b. Babenhausen (1978) Weinried (1978) | VG Babenhausen           | Wappen der Gemeinde Oberschönegg         | Lage der Gemeinde Oberschönegg im Landkreis Unterallgäu         | 18,28    | 1.024     | 56         | 624  | Oberschönegg mit Molkerei Ehrmann |
| Markt Ottobeuren (gehörte vor der Gebietsreform zum Landkreis Memmingen)             | Ottobeuren Betzisried (1972) Guggenberg (1972) Haitzen (1972) Ollarzried (1972) | VG Ottobeuren            | Wappen des Marktes Ottobeuren            | Lage des Marktes Ottobeuren im Landkreis Unterallgäu            | 55,85    | 8.767     | 157        | 660  | Basilika Ottobeuren |
| Markt Pfaffenhausen (gehörte vor der Gebietsreform zum Landkreis Mindelheim)         | Pfaffenhausen Egelhofen (1978) Schöneberg (1978) Weilbach (1972) | VG Pfaffenhausen         | Wappen des Marktes Pfaffenhausen         | Lage des Marktes Pfaffenhausen im Landkreis Unterallgäu         | 21,11    | 2.736     | 130        | 563  | Pfarrkirche St. Stephan Pfaffenhausen |
| Pleß (gehörte vor der Gebietsreform zum Landkreis Memmingen)                         | Pleß | VG Boos                  | Wappen der Gemeinde Pleß                 | Lage der Gemeinde Pleß im Landkreis Unterallgäu                 | 15,38    | 923       | 60         | 558  | Südfassade von St.Gordian und St.Epimachus Pleß |
| Rammingen (Gemeindegebiet gehörte vor der Gebietsreform zum Landkreis Mindelheim)    | Oberrammingen (1973) Unterrammingen (1973) | VG Türkheim              | Wappen der Gemeinde Rammingen            | Lage der Gemeinde Rammingen im Landkreis Unterallgäu            | 19,27    | 1.592     | 83         | 593  | Rammingen |
| Salgen (gehörte vor der Gebietsreform zum Landkreis Mindelheim)                      | Salgen Bronnen (1978) Hausen (1978) | VG Pfaffenhausen         | Wappen der Gemeinde Salgen               | Lage der Gemeinde Salgen im Landkreis Unterallgäu               | 23,30    | 1.485     | 64         | 557  | Salgen von Nordwesten |
| Sontheim (gehörte vor der Gebietsreform zum Landkreis Memmingen)                     | Sontheim Attenhausen(1978) |                          | Wappen der Gemeinde Sontheim             | Lage der Gemeinde Sontheim im Landkreis Unterallgäu             | 26,53    | 2.778     | 105        | 620  | Sontheimer Dorfstraße |
| Stetten (gehörte vor der Gebietsreform zum Landkreis Mindelheim)                     | Stetten Erisried (1978) | VG Dirlewang             | Wappen der Gemeinde Stetten              | Lage der Gemeinde Stetten im Landkreis Unterallgäu              | 15,71    | 1.454     | 93         | 613  | Erisried von Südosten |
| Trunkelsberg (gehörte vor der Gebietsreform zum Landkreis Memmingen)                 | Trunkelsberg | VG Memmingerberg         | Wappen der Gemeinde Trunkelsberg         | Lage der Gemeinde Trunkelsberg im Landkreis Unterallgäu         | 1,90     | 1.772     | 933        | 625  | Blick auf Trunkelsberg – im Hintergrund das Alpenpanorama |
| Markt Türkheim (gehörte vor der Gebietsreform zum Landkreis Mindelheim)              | Türkheim Irsingen (1978) | VG Türkheim              | Wappen des Marktes Türkheim              | Lage des Marktes Türkheim im Landkreis Unterallgäu              | 23,52    | 7.525     | 320        | 598  | Kirchenstr. in Türkheim |
| Markt Tussenhausen (gehörte vor der Gebietsreform zum Landkreis Mindelheim)          | Tussenhausen Mattsies (1978) Zaisertshofen (1978) |                          | Wappen des Marktes Tussenhausen          | Lage des Marktes Tussenhausen im Landkreis Unterallgäu          | 41,79    | 3.105     | 74         | 575  | Marktplatz in Tussenhausen |
| Ungerhausen (gehörte vor der Gebietsreform zum Landkreis Memmingen)                  | Ungerhausen | VG Memmingerberg         | Wappen der Gemeinde Ungerhausen          | Lage der Gemeinde Ungerhausen im Landkreis Unterallgäu          | 7,02     | 1.113     | 159        | 619  | Ungerhausen Dorfmitte |
| Unteregg (gehörte vor der Gebietsreform zum Landkreis Mindelheim)                    | Unteregg Oberegg (1972) Warmisried (1972) | VG Dirlewang             | Wappen der Gemeinde Unteregg             | Lage der Gemeinde Unteregg im Landkreis Unterallgäu             | 23,70    | 1.412     | 60         | 717  | Unteregg |
| Westerheim (gehörte vor der Gebietsreform zum Landkreis Memmingen)                   | Westerheim Günz (1978) | VG Erkheim               | Wappen der Gemeinde Westerheim           | Lage der Gemeinde Westerheim im Landkreis Unterallgäu           | 21,17    | 2.292     | 108        | 602  | Landschaft bei Westerheim |
| Wiedergeltingen (gehörte vor der Gebietsreform zum Landkreis Mindelheim)             | Wiedergeltingen | VG Türkheim              | Wappen der Gemeinde Wiedergeltingen      | Lage der Gemeinde Wiedergeltingen im Landkreis Unterallgäu      | 11,61    | 1.526     | 131        | 611  | Wiedergeltingen |
| Winterrieden (gehörte vor der Gebietsreform zum Landkreis Illertissen)               | Winterrieden | VG Babenhausen           | Wappen der Gemeinde Winterrieden         | Lage der Gemeinde Winterrieden im Landkreis Unterallgäu         | 9,79     | 979       | 100        | 575  | Luftbild von Winterrieden |
| Wolfertschwenden (gehörte vor der Gebietsreform zum Landkreis Memmingen)             | Wolfertschwenden Dietratried (1972) Niederdorf (1972) | VG Bad Grönenbach        | Wappen der Gemeinde Wolfertschwenden     | Lage der Gemeinde Wolfertschwenden im Landkreis Unterallgäu     | 14,26    | 2.110     | 148        | 677  | Kirche von Dietratried |
| Woringen (gehörte vor der Gebietsreform zum Landkreis Memmingen)                     | Woringen | VG Bad Grönenbach        | Wappen der Gemeinde Woringen             | Lage der Gemeinde Woringen im Landkreis Unterallgäu             | 17,54    | 2.200     | 125        | 632  | Woringen – Kirche |
| Gemeindefreie Gebiete                                                                | Ungerhauser Wald (3,26 km2) |                          |                                          | Lage der Gemeindefreien Gebiete im Landkreis Unterallgäu        | 3,26     |           |            |      | |